# Methanquelle
Als Methanquellen (englisch cold seep) werden in erster Linie Stellen am Tiefseeboden bezeichnet, an denen methanreiches Wasser austritt. Dies kann sowohl langsam als auch explosionsartig geschehen. Durch den bakteriellen Abbau des Methans kommt es an diesen Stellen oft zur Fällung von Kalk. Dieser Kalk kann Krusten auf dem Ozeanboden bilden, abwärts ins Sediment hineinwachsen oder sich über die Sedimentoberfläche erheben. Eine weitere Erscheinungsform von Methanquellen sind untermeerische Schlammvulkane. Oft leben Gemeinschaften hochspezialisierter Tiere an Methanquellen, die sich über die Chemosynthese das Methan als Nahrungsgrundlage zunutze machen. 

## Vorkommen
Methanquellen kommen weltweit an den Rändern der Kontinente vor, meist am Kontinentalhang unterhalb 200 Meter Wassertiefe. Besonders häufig sind sie an geologischen Schwächezonen, an denen methanhaltiges Wasser aufsteigen kann. 
Dazu gehören tektonische Störungen, Salzdome und Hangrutsche. Die ersten Methanquellen mit ihrer hochspezialisierten Tierwelt wurden 1984 am nördlichen Kontinentalhang des Golfes von Mexiko vor den Küsten Floridas und Louisianas entdeckt. 

## Tierwelt
Im Gegensatz zum allgemein sehr dünn besiedelten Tiefseeboden stellen viele Methanquellen Oasen dar, die dicht mit Lebewesen besiedelt sind. Die hier lebende Tierwelt ist hochspezialisiert und gut an die extremen Bedingungen der Methanquellen angepasst. Über 80 % der hier vorkommenden Arten sind endemisch. Besonders häufig sind Röhrenwürmer und Muscheln, die mit chemotrophen Bakterien in Symbiose leben. Diese Bakterien können Methan und Schwefelwasserstoff mittels der Chemosynthese (Chemotrophie) in organische Verbindungen umwandeln, welche den Tieren als Nahrungsgrundlage dienen. Neben den charakteristischen Röhrenwürmern und Muscheln kommen Schnecken, Krebse, Garnelen, Seeanemonen, Fische und Kleinstlebewesen wie Nematoden vor. Diese Biotope sind denen an „Schwarzen Rauchern“ sehr ähnlich und werden teils von den gleichen Arten bewohnt. 

### Röhrenwürmer (Familie Siboglinidae)
Der Röhrenwurm Lamellibrachia kommt an den Methanquellen im Golf von Mexiko zu Hunderttausenden vor. Diese Tiere haben ihren Magen völlig reduziert und durch das Thecosom ersetzt, einen Eingeweidesack, der Schwefelbakterien beherbergt. Die Bakterien werden über ein ausgedehntes Wurzelwerk mit Schwefelwasserstoff aus dem Boden versorgt, Sauerstoff nimmt das Tier über seine Kiemen auf. Lamellibrachia wächst etwa einen Zentimeter pro Jahr und kann bis zu 250 Jahre alt werden.

### Die MuschelCalyptogena
Die Muschel Calyptogena und Muscheln, aus der Familie derVesicomyidae (Ordnung Venerida), haben ihre Mägen ebenfalls fast vollständig reduziert. Ihre stark vergrößerte Kieme beherbergt Schwefelbakterien. Die Aufnahme von Schwefelwasserstoff geschieht über ihren verlängerten Fuß, den sie tief in das Sediment hineinsteckt. Sauerstoff wird aus dem Wasser mittels eines Siphos aufgenommen. Calyptogena kommt weltweit in Wassertiefen ab 100 Metern an Methanquellen, Schwarzen Rauchern und Walstürzen vor, und kann eine Länge von bis zu 25 cm erreichen.

### Miesmuscheln (Bathymodiolinae)
Die Arten der Miesmuschel-Gattung Bathymodiolus sind in der Lage, sowohl Schwefel-, als auch Methan-Bakterien zu beherbergen, die in den Kiemen leben. Methan und Schwefelwasserstoff werden mittels eines Siphon aus dem Meerwasser aufgenommen. Allerdings haben die Bathymodiolus-Arten ihre Mägen nicht vollständig reduziert, sondern können zusätzlich Nahrungspartikel aus dem Wasser herausfiltern. Die Bathymodiolus-Arten kommen in Wassertiefen zwischen 630 und 3500 Metern, an Methanquellen und Schwarzen Rauchern vor, und erreichen eine Gehäuselänge von bis zu 30 cm.

## Fossilien
Fossile Überreste von Methanquellen können durch plattentektonische Prozesse an die Erdoberfläche gehoben werden und werden so für Paläontologen überhaupt erst zugänglich. Da der Kalkstein härter und damit widerstandsfähiger gegenüber Verwitterung ist als das umgebende Sediment, bilden sie oft markante Strukturen. Solche Fossilkalke sind seit über 100 Jahren bekannt, aber erst durch die Entdeckung heutiger Methanquellen in der Tiefsee konnte ihre Entststehung richtig interpretiert werden. Heute sind Hunderte solcher Fundstellen bekannt, die geologisch bis in das Paläozoikum zurückreichen. Die älteste bisher bekannte fossile Methanquelle ist 425 Millionen Jahre alt und befindet sich in Marokko.